# 8126 Chanwainam
8126 Chanwainam (tên chỉ định: 1966 BL) là một tiểu hành tinh vành đai chính. Nó được phát hiện ở Đài thiên văn Tử Kim Sơn ở Nanjing, China, ngày 20 tháng 1 năm 1966. Nó được đặt theo tên Chan Wainam, a Chinese philanthropist.